# Pasco (Washington)
Pasco és una població dels Estats Units i seu del comtat de Franklin a l'estat de Washington. Segons el cens del 2008 tenia 55.246 habitants.

## Demografia
Segons el cens del 2000, Pasco tenia 32.066 habitants, 9.619 habitatges, i 7.262 famílies. La densitat de població era de 440,9 habitants per km².
Dels 9.619 habitatges en un 45,6% hi vivien nens de menys de 18 anys, en un 54,7% hi vivien parelles casades, en un 14,3% dones solteres, i en un 24,5% no eren unitats familiars. En el 20,1% dels habitatges hi vivien persones soles el 8,5% de les quals corresponia a persones de 65 anys o més que vivien soles. El nombre mitjà de persones vivint en cada habitatge era de 3,3 i el nombre mitjà de persones que vivien en cada família era de 3,79.
Per edats la població es repartia de la següent manera: un 35,5% tenia menys de 18 anys, un 11,8% entre 18 i 24, un 28,5% entre 25 i 44, un 15,5% de 45 a 60 i un 8,7% 65 anys o més.
L'edat mediana era de 27 anys. Per cada 100 dones de 18 o més anys hi havia 104,2 homes.
La renda mediana per habitatge era de 34.540 $ i la renda mediana per família de 37.342 $. Els homes tenien una renda mediana de 29.016 $ mentre que les dones 22.186 $. La renda per capita de la població era de 13.404 $. Aproximadament el 19,5% de les famílies i el 23,3% de la població estaven per davall del llindar de pobresa.

## Poblacions més properes
El següent diagrama mostra les poblacions més properes.